# Spilogona trichops
Spilogona trichops este o specie de muște din genul Spilogona, familia Muscidae. A fost descrisă pentru prima dată de Stein în anul 1911. Conform Catalogue of Life specia Spilogona trichops nu are subspecii cunoscute.